# Álvaro Santos
Pour les articles homonymes, voir Santos (homonymie).
Álvaro Márcio Santos, connu également sous les noms de Álvaro et Álvaro Santos, né le 30 janvier 1980 à Belo Horizonte, est un footballeur brésilien  évoluant au poste d'attaquant devenu entraîneur.

## Carrière de joueur
Santos a commencé sa carrière à l'América Futebol Clube en 2000, avant de rejoindre le club suédois Helsingborgs IF pour une durée de deux saisons. Son nombre impressionnant de buts attira l'attention du champion régulier du Danemark, le FC Copenhague.
Ses trois années passées à Copenhague ont été fructueuses, avec un total de 50 buts marqués en 119 matches disputés pour le club. Au terme de la saison 2005/2006, sa dernière avec les champions danois, il termina second buteur de la Superliga danoise avec 15 buts en 33 matches. De plus, sa réputation amicale lui a valu le surnom de Verdens Flinkeste Mand (« L'homme le plus gentil du monde ») auprès des fans du club.
Le 24 juillet 2006, Santos a signé un contrat de quatre ans avec le FC Sochaux-Montbéliard prenant effet le 1er août. Le 31 août 2007, il est prêté pour une saison au Racing Club de Strasbourg où il évoluera au côté d'un colombien en attaque Wason Rentería sous les ordres de Jean-Marc Furlan. Début février 2009, il résilie son contrat. Il ne restera néanmoins pas longtemps au chômage puisque 10 jours plus tard, il s'engage pour 3 ans avec le club suédois de Örgryte IS.
Le 20 janvier 2011, ÖIS annonce qu'Álvaro Santos est prêté au concurrent local GAIS pour la saison 2011 en raison des difficultés ficancières du club. Juste après l'officialisation du prêt, Santos rejoint son nouveau club pour disputer le tournoi amical de la Color Line Cup à Kristiansand (Norvège).
Le 10 août 2011, Santos s'engage à nouveau avec Helsingborgs IF qu'il avait quitté 8 ans plus tôt. Son contrat court jusqu'en 2014.

## Palmarès
- 2000 : Vice-champion de Suède avec Helsingborgs IF
- 2002 : Second meilleur buteur du championnat de Suède  avec Helsingborgs IF
- 2004 : Vainqueur de la Coupe du Danemark avec le FC Copenhague
- 2004 et 2006 : Champion du Danemark avec le FC Copenhague
- 2005 : Vice-champion du Danemark  avec le FC Copenhague
- 2006 : Second meilleur buteur du championnat du Danemark
- 2007 : Vainqueur de la Coupe de France de football 2006-2007 (FC Sochaux).
- 2011 : Champion de Suède avec Helsingborg

## Statistiques
| Saison              | Club                  | Pays        | Championnat         | Coupes nationales | Coupes d’Europe                          |
| ------------------- | --------------------- | ----------- | ------------------- | ----------------- | ---------------------------------------- |
| 2012                | Helsingborgs IF       | Allsvenskan | 19 matchs, 4 buts   | 2 matchs, 2 buts  | 7 matchs, 2 buts                         |
| 2011                | Helsingborgs IF       | Allsvenskan | 9 matchs, 1 but     | 3 matchs, 2 buts  | 2 matchs                                 |
| 2011                | GAIS                  | Allsvenskan | 16 matchs, 6 buts   | -                 | -                                        |
| 2010                | Örgryte IS            | Superettan  | 22 matchs, 7 buts   | 1 match           | -                                        |
| 2009                | Örgryte IS            | Allsvenskan | 19 matchs, 10 buts  | -                 | -                                        |
| 2008 - février 2009 | FC Sochaux            | Ligue 1     | 4 matchs            | 1 match           | -                                        |
| août 2007 - 2008    | RC Strasbourg         | Ligue 1     | 28 matchs, 5 buts   | 3 matchs          | -                                        |
| 2007 - août 2007    | FC Sochaux            | Ligue 1     | 3 matchs            | 1 match           | -                                        |
| 2006 - 2007         | FC Sochaux            | Ligue 1     | 29 matchs, 8 buts   | ? matchs, 2 buts  | -                                        |
| 2006 - juillet 2006 | FC Copenhague         | Superliga   | ?                   | ?                 | C1 : 1 match                             |
| 2005 - 2006         | FC Copenhague         | Superliga   | 30 matchs, 15 buts  | ? matchs          | C3 : 2 matchs                            |
| 2004 - 2005         | FC Copenhague         | Superliga   | 25 matches, 8 buts  | ? matchs          | C1 : 2 matchs, 1 but                     |
| 2003 - 2004         | FC Copenhague         | Superliga   | 26 matches, 13 buts | ? matchs          | C1 : 1 match, 1 but C3 : 4 matchs, 1 but |
| 2003                | Helsingborgs IF       | Allsvenskan | 3 matchs, 2 buts    | ? matchs          | -                                        |
| 2002                | Helsingborgs IF       | Allsvenskan | 24 matchs, 16 buts  | ? matchs          | -                                        |
| 2001 - 2002         | Helsingborgs IF       | Allsvenskan | 23 matchs, 5 buts   | ? matchs          | C3 : 5 matchs, 2 buts                    |
| 2000 - 2001         | Helsingborgs IF       | Allsvenskan | 14 matchs, 12 buts  | ? matchs          | C1 : 8 matchs, 1 but                     |
| 1999                | América Futebol Clube | Série C     | ?                   | ?                 | -                                        |